# 大阪市立瓜破小学校
大阪市立瓜破小学校（おおさかしりつ うりわり しょうがっこう）は、大阪府大阪市平野区瓜破にある公立小学校。

## 沿革
1873年の学制施行に伴い、丹北郡東瓜破村・西瓜破村（町村制施行で合併して瓜破村）では周辺の村と学校組合を設置して、当時の住道村（現在の東住吉区矢田地区）に堺県河内国第三十三番小学校（現在の大阪市立矢田小学校）を開設した。
しかし学校は瓜破からは遠いために通学に不便ということで、翌1874年に第三十三番小学校から分離・独立し、東瓜破村および西瓜破村を校区とする堺県河内国第七十六番小学校を、当時の東瓜破村に設置した。この時設置された第七十六番小学校が当校の直接的なルーツとなっている。
第七十六番小学校はのち瓜破尋常小学校へ改称している。1941年の国民学校令により瓜破国民学校と称した。
1944年12月19日の最初の大阪空襲では、学校の西約300メートル地点に爆弾が落下し、爆風で校舎のガラスが割れる被害を出している。
1947年の学制改革により瓜破村立小学校となった。1954年には現在地に移転している。
瓜破村が1955年4月3日に大阪市に編入されたことに伴い、同日付で現在の校名・大阪市立瓜破小学校に改称した。
1960年代以降地域の宅地化に伴って児童数が増加したため、瓜破北小学校・瓜破東小学校を相次いで分離している。

### 年表
- 1873年9月7日 - 堺県河内国第七十六番小学校として創立。
- 1874年4月 - 堺県瓜破小学校に改称。
- 1886年 - 小学校令により、丹北郡瓜破尋常小学校に改称。
- 1896年4月 - 郡の合併により、中河内郡瓜破尋常小学校に改称。
- 1933年5月 - 高等科を併設。中河内郡瓜破尋常高等小学校に改称。
- 1934年9月21日 - 室戸台風で校舎被害。
- 1941年4月1日 - 国民学校令により、中河内郡瓜破国民学校に改称。
- 1944年12月19日 - 最初の大阪空襲で校舎に被害。
- 1947年4月1日 - 学制改革により、瓜破村立小学校に改称。
- 1950年9月3日 - ジェーン台風で校舎被害。
- 1954年4月1日 - 現在地に移転。
- 1955年4月3日 - 瓜破村が大阪市に編入したことに伴い、大阪市立瓜破小学校に改称。
- 1958年4月 - 学校給食を開始。
- 1961年9月16日 - 第2室戸台風で校舎被害。
- 1968年3月26日 - 瓜破北分校を設置。
- 1969年4月1日 - 瓜破北分校が大阪市立瓜破北小学校として独立開校。
- 1970年4月1日 - 瓜破東分校を設置。
- 1970年4月5日 - 大阪万博で、大阪市代表として児童劇を上演。
- 1971年4月1日 - 瓜破東分校が大阪市立瓜破東小学校として独立開校。

## 通学区域
- 大阪市平野区 瓜破2丁目・3丁目・5丁目・7丁目、瓜破南1丁目・2丁目、瓜破東3丁目・5丁目・7丁目・8丁目の全域。
- 大阪市平野区 瓜破東4丁目・6丁目のそれぞれ一部。

卒業生は大阪市立瓜破中学校に進学する。

## 交通
- 地下鉄谷町線 喜連瓜破駅 南へ約900m。
- 大阪シティバス 瓜破小学校前バス停。